# Gare d'Aussonne
La gare d'Aussonne était une gare ferroviaire française, située sur le territoire de la commune d'Aussonne, dans le département de la Haute-Garonne, en région Occitanie.
C'était une halte, mise en service en 1903 par la CFSO, et définitivement fermée au trafic des voyageurs et des marchandises en 1947. Situé sur une section déclassée et déferrée, le bâtiment est toujours présent et réaffecté.

## Situation ferroviaire
Établie à 148 mètres d'altitude, la gare d'Aussonne était située au point kilométrique (PK) 15,1 de la ligne de Toulouse à Cadours.
Gare fermée située sur une section de ligne déclassée.